# Adrien Calmètes
Adrien Calmètes est un homme politique français né le 19 septembre 1800 à Figueras (Espagne) et décédé le 27 février 1871 à Montpellier (Hérault).

## Biographie
Avocat à Perpignan en 1821, il devient magistrat en 1830, comme conseiller à la cour d'appel de Montpellier, puis président de chambre en 1845. Il est premier président de la cour d'appel de Bastia en 1850, puis conseiller à la cour de Cassation sous le Second Empire. Conseiller général, il est député des Pyrénées-Orientales de 1869 à 1870, siégeant dans la majorité soutenant le Second Empire.